# The Fiddle's Requiem
The Fiddle's Requiem è un cortometraggio muto del 1911 diretto da Sidney Olcott e sceneggiato da Gene Gauntier.

## Produzione
Il film fu prodotto dalla Kalem Company. Venne girota a Jacksonville, Florida.

## Distribuzione
Distribuito dalla General Film Company, il film uscì nelle sale cinematografiche statunitensi il 3 maggio 1911.